# Список астероїдів (172501—172600)
| Назва               | Тимчасове позначення | Дата відкриття    | Місце відкриття             | Відкривач                   |
| ------------------- | -------------------- | ----------------- | --------------------------- | --------------------------- |
| (172501) 2003 SV178 | 2003 SV178           | 19 вересня 2003   | Сокорро (Нью-Мексико)       | LINEAR                      |
| (172502) 2003 SZ180 | 2003 SZ180           | 20 вересня 2003   | Сокорро (Нью-Мексико)       | LINEAR                      |
| (172503) 2003 SK184 | 2003 SK184           | 21 вересня 2003   | Обсерваторія Кітт-Пік       | Spacewatch                  |
| (172504) 2003 SW190 | 2003 SW190           | 17 вересня 2003   | Обсерваторія Кітт-Пік       | Spacewatch                  |
| (172505) 2003 SC202 | 2003 SC202           | 22 вересня 2003   | Обсерваторія Ґудрайк-Піґотт | В. Редді                    |
| (172506) 2003 SB204 | 2003 SB204           | 22 вересня 2003   | Обсерваторія Кітт-Пік       | Spacewatch                  |
| (172507) 2003 SH208 | 2003 SH208           | 23 вересня 2003   | Паломарська обсерваторія    | NEAT                        |
| (172508) 2003 SU212 | 2003 SU212           | 25 вересня 2003   | Обсерваторія Галеакала      | NEAT                        |
| (172509) 2003 SS218 | 2003 SS218           | 28 вересня 2003   | Обсерваторія Дезерт-Іґл     | Вільям Йон                  |
| (172510) 2003 ST224 | 2003 ST224           | 28 вересня 2003   | Обсерваторія Ґудрайк-Піґотт | Рой Такер                   |
| (172511) 2003 SZ224 | 2003 SZ224           | 25 вересня 2003   | Обсерваторія Галеакала      | NEAT                        |
| (172512) 2003 SN231 | 2003 SN231           | 24 вересня 2003   | Паломарська обсерваторія    | NEAT                        |
| (172513) 2003 SU241 | 2003 SU241           | 27 вересня 2003   | Обсерваторія Кітт-Пік       | Spacewatch                  |
| (172514) 2003 SV242 | 2003 SV242           | 27 вересня 2003   | Обсерваторія Кітт-Пік       | Spacewatch                  |
| (172515) 2003 SC247 | 2003 SC247           | 26 вересня 2003   | Сокорро (Нью-Мексико)       | LINEAR                      |
| (172516) 2003 SN247 | 2003 SN247           | 26 вересня 2003   | Сокорро (Нью-Мексико)       | LINEAR                      |
| (172517) 2003 SQ247 | 2003 SQ247           | 26 вересня 2003   | Сокорро (Нью-Мексико)       | LINEAR                      |
| (172518) 2003 SD251 | 2003 SD251           | 26 вересня 2003   | Сокорро (Нью-Мексико)       | LINEAR                      |
| (172519) 2003 SQ255 | 2003 SQ255           | 27 вересня 2003   | Обсерваторія Кітт-Пік       | Spacewatch                  |
| (172520) 2003 SL261 | 2003 SL261           | 27 вересня 2003   | Сокорро (Нью-Мексико)       | LINEAR                      |
| (172521) 2003 SG266 | 2003 SG266           | 29 вересня 2003   | Сокорро (Нью-Мексико)       | LINEAR                      |
| (172522) 2003 SP269 | 2003 SP269           | 28 вересня 2003   | Обсерваторія Ґудрайк-Піґотт | Рой Такер                   |
| (172523) 2003 SO291 | 2003 SO291           | 30 вересня 2003   | Обсерваторія Дезерт-Іґл     | Вільям Йон                  |
| (172524) 2003 SK310 | 2003 SK310           | 28 вересня 2003   | Обсерваторія Дезерт-Іґл     | Вільям Йон                  |
| 172525 Adamblock    | 2003 TY1             | 4 жовтня 2003     | Обсерваторія Джанк-Бонд     | Девід Гілі                  |
| (172526) 2003 TN3   | 2003 TN3             | 4 жовтня 2003     | Обсерваторія Ґудрайк-Піґотт | В. Редді                    |
| (172527) 2003 TT4   | 2003 TT4             | 1 жовтня 2003     | Обсерваторія Кітт-Пік       | Spacewatch                  |
| (172528) 2003 TL13  | 2003 TL13            | 14 жовтня 2003    | Станція Андерсон-Меса       | LONEOS                      |
| (172529) 2003 TK26  | 2003 TK26            | 1 жовтня 2003     | Станція Андерсон-Меса       | LONEOS                      |
| (172530) 2003 TF50  | 2003 TF50            | 3 жовтня 2003     | Обсерваторія Галеакала      | NEAT                        |
| (172531) 2003 TW57  | 2003 TW57            | 15 жовтня 2003    | Станція Андерсон-Меса       | LONEOS                      |
| (172532) 2003 UN8   | 2003 UN8             | 16 жовтня 2003    | Станція Андерсон-Меса       | LONEOS                      |
| (172533) 2003 UO9   | 2003 UO9             | 20 жовтня 2003    | Обсерваторія Столова Гора   | Дж. Янґ                     |
| (172534) 2003 UT11  | 2003 UT11            | 20 жовтня 2003    | Сокорро (Нью-Мексико)       | LINEAR                      |
| (172535) 2003 UV21  | 2003 UV21            | 21 жовтня 2003    | Обсерваторія Кінґснейк      | Джон Маккласкі              |
| (172536) 2003 UM26  | 2003 UM26            | 25 жовтня 2003    | Обсерваторія Ґудрайк-Піґотт | Рой Такер                   |
| (172537) 2003 UH27  | 2003 UH27            | 23 жовтня 2003    | Обсерваторія Ґудрайк-Піґотт | Рой Такер                   |
| (172538) 2003 UZ36  | 2003 UZ36            | 16 жовтня 2003    | Паломарська обсерваторія    | NEAT                        |
| (172539) 2003 UP37  | 2003 UP37            | 17 жовтня 2003    | Станція Кампо Імператоре    | CINEOS                      |
| (172540) 2003 UV40  | 2003 UV40            | 16 жовтня 2003    | Станція Андерсон-Меса       | LONEOS                      |
| (172541) 2003 UM48  | 2003 UM48            | 16 жовтня 2003    | Станція Андерсон-Меса       | LONEOS                      |
| (172542) 2003 UU48  | 2003 UU48            | 16 жовтня 2003    | Станція Андерсон-Меса       | LONEOS                      |
| (172543) 2003 UX49  | 2003 UX49            | 16 жовтня 2003    | Обсерваторія Галеакала      | NEAT                        |
| (172544) 2003 UX52  | 2003 UX52            | 18 жовтня 2003    | Паломарська обсерваторія    | NEAT                        |
| (172545) 2003 UX53  | 2003 UX53            | 18 жовтня 2003    | Паломарська обсерваторія    | NEAT                        |
| (172546) 2003 UH56  | 2003 UH56            | 19 жовтня 2003    | Обсерваторія Ґудрайк-Піґотт | Рой Такер                   |
| (172547) 2003 UU60  | 2003 UU60            | 16 жовтня 2003    | Паломарська обсерваторія    | NEAT                        |
| (172548) 2003 UA80  | 2003 UA80            | 17 жовтня 2003    | Обсерваторія Ґудрайк-Піґотт | Рой Такер                   |
| (172549) 2003 UR88  | 2003 UR88            | 19 жовтня 2003    | Станція Андерсон-Меса       | LONEOS                      |
| (172550) 2003 UC92  | 2003 UC92            | 20 жовтня 2003    | Обсерваторія Кітт-Пік       | Spacewatch                  |
| (172551) 2003 UC94  | 2003 UC94            | 18 жовтня 2003    | Обсерваторія Кітт-Пік       | Spacewatch                  |
| (172552) 2003 UL95  | 2003 UL95            | 18 жовтня 2003    | Обсерваторія Кітт-Пік       | Spacewatch                  |
| (172553) 2003 UX100 | 2003 UX100           | 20 жовтня 2003    | Паломарська обсерваторія    | NEAT                        |
| (172554) 2003 UR104 | 2003 UR104           | 18 жовтня 2003    | Обсерваторія Кітт-Пік       | Spacewatch                  |
| (172555) 2003 US109 | 2003 US109           | 19 жовтня 2003    | Паломарська обсерваторія    | NEAT                        |
| (172556) 2003 UZ112 | 2003 UZ112           | 20 жовтня 2003    | Сокорро (Нью-Мексико)       | LINEAR                      |
| (172557) 2003 UC116 | 2003 UC116           | 21 жовтня 2003    | Сокорро (Нью-Мексико)       | LINEAR                      |
| (172558) 2003 UM133 | 2003 UM133           | 20 жовтня 2003    | Сокорро (Нью-Мексико)       | LINEAR                      |
| (172559) 2003 UZ133 | 2003 UZ133           | 20 жовтня 2003    | Паломарська обсерваторія    | NEAT                        |
| (172560) 2003 UU134 | 2003 UU134           | 20 жовтня 2003    | Паломарська обсерваторія    | NEAT                        |
| (172561) 2003 UW134 | 2003 UW134           | 20 жовтня 2003    | Паломарська обсерваторія    | NEAT                        |
| (172562) 2003 UM147 | 2003 UM147           | 18 жовтня 2003    | Станція Андерсон-Меса       | LONEOS                      |
| (172563) 2003 UO149 | 2003 UO149           | 20 жовтня 2003    | Сокорро (Нью-Мексико)       | LINEAR                      |
| (172564) 2003 UU161 | 2003 UU161           | 21 жовтня 2003    | Паломарська обсерваторія    | NEAT                        |
| (172565) 2003 UZ164 | 2003 UZ164           | 21 жовтня 2003    | Паломарська обсерваторія    | NEAT                        |
| (172566) 2003 UH165 | 2003 UH165           | 21 жовтня 2003    | Паломарська обсерваторія    | NEAT                        |
| (172567) 2003 UX166 | 2003 UX166           | 22 жовтня 2003    | Сокорро (Нью-Мексико)       | LINEAR                      |
| (172568) 2003 UB171 | 2003 UB171           | 19 жовтня 2003    | Обсерваторія Кітт-Пік       | Spacewatch                  |
| (172569) 2003 UB175 | 2003 UB175           | 21 жовтня 2003    | Обсерваторія Кітт-Пік       | Spacewatch                  |
| (172570) 2003 UX178 | 2003 UX178           | 21 жовтня 2003    | Паломарська обсерваторія    | NEAT                        |
| (172571) 2003 UD179 | 2003 UD179           | 21 жовтня 2003    | Сокорро (Нью-Мексико)       | LINEAR                      |
| (172572) 2003 UJ190 | 2003 UJ190           | 22 жовтня 2003    | Обсерваторія Кітт-Пік       | Spacewatch                  |
| (172573) 2003 UL201 | 2003 UL201           | 21 жовтня 2003    | Сокорро (Нью-Мексико)       | LINEAR                      |
| (172574) 2003 UA207 | 2003 UA207           | 22 жовтня 2003    | Сокорро (Нью-Мексико)       | LINEAR                      |
| (172575) 2003 UO222 | 2003 UO222           | 22 жовтня 2003    | Сокорро (Нью-Мексико)       | LINEAR                      |
| (172576) 2003 UK229 | 2003 UK229           | 23 жовтня 2003    | Станція Андерсон-Меса       | LONEOS                      |
| (172577) 2003 UF240 | 2003 UF240           | 24 жовтня 2003    | Сокорро (Нью-Мексико)       | LINEAR                      |
| (172578) 2003 UR246 | 2003 UR246           | 24 жовтня 2003    | Сокорро (Нью-Мексико)       | LINEAR                      |
| (172579) 2003 UC249 | 2003 UC249           | 25 жовтня 2003    | Сокорро (Нью-Мексико)       | LINEAR                      |
| (172580) 2003 UQ249 | 2003 UQ249           | 25 жовтня 2003    | Сокорро (Нью-Мексико)       | LINEAR                      |
| (172581) 2003 UC250 | 2003 UC250           | 25 жовтня 2003    | Сокорро (Нью-Мексико)       | LINEAR                      |
| (172582) 2003 UE252 | 2003 UE252           | 26 жовтня 2003    | Каталінський огляд          | Каталінський огляд          |
| (172583) 2003 UZ264 | 2003 UZ264           | 27 жовтня 2003    | Сокорро (Нью-Мексико)       | LINEAR                      |
| (172584) 2003 UO267 | 2003 UO267           | 28 жовтня 2003    | Сокорро (Нью-Мексико)       | LINEAR                      |
| (172585) 2003 UR271 | 2003 UR271           | 28 жовтня 2003    | Сокорро (Нью-Мексико)       | LINEAR                      |
| (172586) 2003 UR274 | 2003 UR274           | 30 жовтня 2003    | Сокорро (Нью-Мексико)       | LINEAR                      |
| (172587) 2003 UW275 | 2003 UW275           | 29 жовтня 2003    | Каталінський огляд          | Каталінський огляд          |
| (172588) 2003 UJ282 | 2003 UJ282           | 29 жовтня 2003    | Станція Андерсон-Меса       | LONEOS                      |
| (172589) 2003 UM282 | 2003 UM282           | 29 жовтня 2003    | Станція Андерсон-Меса       | LONEOS                      |
| (172590) 2003 UK283 | 2003 UK283           | 30 жовтня 2003    | Сокорро (Нью-Мексико)       | LINEAR                      |
| (172591) 2003 UP290 | 2003 UP290           | 23 жовтня 2003    | Обсерваторія Кітт-Пік       | Spacewatch                  |
| (172592) 2003 UD298 | 2003 UD298           | 16 жовтня 2003    | Обсерваторія Кітт-Пік       | Spacewatch                  |
| (172593) 2003 VM    | 2003 VM              | 5 листопада 2003  | Обсерваторія Піскештето     | К. Сарнецкі, Саболч Месарош |
| (172594) 2003 WL8   | 2003 WL8             | 16 листопада 2003 | Обсерваторія Кітт-Пік       | Spacewatch                  |
| (172595) 2003 WS16  | 2003 WS16            | 18 листопада 2003 | Паломарська обсерваторія    | NEAT                        |
| (172596) 2003 WA21  | 2003 WA21            | 19 листопада 2003 | Сокорро (Нью-Мексико)       | LINEAR                      |
| (172597) 2003 WC28  | 2003 WC28            | 16 листопада 2003 | Обсерваторія Кітт-Пік       | Spacewatch                  |
| (172598) 2003 WK31  | 2003 WK31            | 18 листопада 2003 | Паломарська обсерваторія    | NEAT                        |
| (172599) 2003 WO31  | 2003 WO31            | 18 листопада 2003 | Паломарська обсерваторія    | NEAT                        |
| (172600) 2003 WY35  | 2003 WY35            | 19 листопада 2003 | Каталінський огляд          | Каталінський огляд          |